# Estación de Bobigny - Pantin - Raymond Queneau
La estación de Bobigny - Pantin - Raymond Queneau es una estación del metro de París situada al noreste de la capital, entre Bobigny y Pantin. Forma parte de la línea 5. 

## Historia
La estación fue inaugurada el 25 de abril de 1985 con la prolongación de la línea 5 hacía Bobigny. La estación debe su nombre hace referencia al escritor francés Raymond Queneau.

## Descripción
La estación es una de las estaciones más pequeñas de la red. La estación está dotada de una escalera principal que da acceso a un andén central que está rodeado por dos vías. Unas paredes rectas decoradas con trazos de color rojo y un techo plano aumentan la sensación de estrechez. La estación toma su nombre actual, por su parte, la iluminación corre a cargo de unas farolas con tres lámparas circulares situadas en el propio andén. Su modelo es similar a una de las estaciones de la Línea 4 del Metro de Santiago.